# Fodbolddrengen
Fodbolddrengen er en dansk børnefilm fra 2000 med instruktion og manuskript af Anders Gustafsson. Filmen vandt Bedste Dokumentarfilm ved Odense International Film Festival 2001. Den indgår på dvd i antologien Fodbolddrengen / Fluen / Zuma the puma.

## Handling
Den 10-årige Amil fra Vollsmose har én stor lidenskab: fodbold. Han spiller for B1909's Lilleputhold, som netop er rykket op i Mesterrækken. I denne liga spiller de bedste hold fra Fyn, og lilleputterne går en hård tid i møde. Amils ven Yunus spiller også fodbold, men for det rivaliserende hold TPI. I en af de vigtige kampe skal de to venner møde hinanden, og Amil frygter kampen. Yunus's hold har vundet næsten alle deres kampe, og Amil vil ikke tabe til Yunus. Filmen beskriver Amils kamp for at blive en endnu bedre spiller og hans forsøg på at holde modet oppe, selv når tingene ikke helt går, som han håber.